# Tweed Courthouse
Tweed Courthouse (palais de justice Tweed), situé au 52 Chambers Street dans l'arrondissement de Manhattan à New York, est l’ancien palais de justice du comté de New York. C’est le deuxième plus ancien bâtiment gouvernemental de la ville de New York, après l’hôtel de ville de New York. Il a été construit en style italianisant avec intérieurs néo-romans, grâce à des fonds fournis par William M. « Boss » Tweed, dont le Tammany Hall contrôlait, à l’époque, la ville et le gouvernement des États.
L’extérieur du bâtiment a été construit à partir de 1861-1872 par l’architecte John Kellum, avec la nomination politique Thomas Little. La construction a été interrompue lorsque les pots de vin et de corruption dans la construction de l’immeuble ont été divulgués au public.
Le projet a été complété par l’architecte Léopold Eidlitz qui a ajouté l’aile arrière et rénové l’aménagement à partir de 1877-1881, à partir du style classique de Kellum avec « une version américaine de l’architecture organique exprimée à travers des formes médiévales ».
En 1984, le bâtiment fut classé au National Historic Landmark et ajouté au Registre national des lieux historiques. Il a été appelé « l’un des plus grands et des plus importants monuments civiques de la ville ». Il a été nommé National Historic Landmark en 1986,.
La restauration moderne et la préservation historique du palais de justice ont été achevés en 2001, et le bâtiment abrite désormais le Département de l'Éducation de la Ville de New York.